# Dirichletova funkcija beta
Dirichletova funkcija beta (tudi Catalanova funkcija beta; običajna označba {\displaystyle \beta (s)}) je v matematiki in še posebej analitični teoriji števil specialna funkcija, tesno povezana z Riemannovo funkcijo ζ. Je posebni primer Dirichletove L-funkcije, L-funkcije z alternirajočim karakterjem periode 4. Imenuje se po nemškem matematiku Petru Gustavu Lejeuneu Dirichletu in včasih po belgijskem matematiku Eugèneu Charlesu Catalanu.

## Definicija
Dirichletova funkcija β je definirana kot alternirajoča vrsta:
{\displaystyle \beta (s)=\sum _{n=0}^{\infty }{\frac {(-1)^{n}}{(2n+1)^{s}}}=1-{\frac {1}{3^{s}}}+{\frac {1}{5^{s}}}-{\frac {1}{7^{s}}}+{\frac {1}{9^{s}}}-+\ldots \!\,,}
ali enakovredno kot:
{\displaystyle \beta (s)={\frac {1}{\Gamma (s)}}\int _{0}^{\infty }{\frac {x^{s-1}e^{-x}}{1+e^{-2x}}}\,\mathrm {d} x\!\,,}
kjer je {\displaystyle \Gamma (s)} funkcija Γ. V obeh primerih je {\displaystyle \Re (s)>0\,}.
S pomočjo Hurwitzeve funkcije ζ je Dirichletova funkcija β določena kot:
{\displaystyle \beta (s)={\frac {1}{4^{s}}}\left[\zeta \left(s,{\frac {1}{4}}\right)-\zeta \left(s,{\frac {3}{4}}\right)\right]\!\,,}
na celi kompleksni {\displaystyle s\,}-ravnini.
Z Lerchevim transcendentom je določena kot:
{\displaystyle \beta (s)={\frac {\Phi \left(-1,s,{\frac {1}{2}}\right)}{2^{s}}}\!\,,}
ki spet velja za vse kompleksne vrednosti {\displaystyle s\,}.
Vrsta za Dirichletovo funkcijo β se lahko tvori tudi s pomočjo funkcije poligama:
{\displaystyle \beta (s)={\frac {1}{2^{s}}}\sum _{n=0}^{\infty }{\frac {(-1)^{n}}{\left(n+{\frac {1}{2}}\right)^{s}}}={\frac {1}{(-2)^{2s}(s-1)!}}\left[\psi ^{(s-1)}\left({\frac {1}{4}}\right)-\psi ^{(s-1)}\left({\frac {3}{4}}\right)\right]\!\,.}

## Funkcijska enačba
Funkcijska enačba razširi Dirichletovo funkcijo β na levo stran kompleksne ravnine {\displaystyle \Re (s)<0\,}. Dana je z:
{\displaystyle \beta (s)=\left({\frac {\pi }{2}}\right)^{s-1}\Gamma (1-s)\cos {\frac {\pi s}{2}}\,\beta (1-s)\!\,.}

## Značilnosti

### Posebne vrednosti
Nekatere najpogosteje rabljene vrednosti Dirichletove funkcije β so:
{\displaystyle \beta (0)={\frac {1}{2}}\!\,,}
{\displaystyle \beta (1)=\operatorname {arc\,tg} \,1={\frac {\pi }{4}}={0},7853981633974\ldots \!\,,} (OEIS A003881),
{\displaystyle \beta (2)=G={0},9159655941772\ldots \!\,,} Catalanova konstanta, (OEIS A006752),
{\displaystyle \beta (3)={\frac {\pi ^{3}}{32}}={0},9689461462593\ldots \!\,,} (OEIS A153071),
{\displaystyle \beta (4)={\frac {1}{768}}\left[\psi _{3}\left({\frac {1}{4}}\right)-8\pi ^{4}\right]={0},9889445517411\ldots \!\,,} (OEIS A175572),
{\displaystyle \beta (5)={\frac {5\pi ^{5}}{1536}}={0},9961578280770\ldots \!\,,} (OEIS A175571),
{\displaystyle \beta (7)={\frac {61\pi ^{7}}{184320}}={0},9995545078905\ldots \!\,,} (OEIS A258814),
kjer je zgoraj {\displaystyle \psi _{3}(1/4)\,} zgled funkcije poligama. 
Euler je pokazal, da je v splošnem za lihe {\displaystyle s\,}, {\displaystyle \beta (s)} racionalni mnogokratnik {\displaystyle \pi ^{s}}, torej za poljubno pozitivno celo število {\displaystyle k\,}:
{\displaystyle \beta (2k+1)={\frac {(-1)^{k}E_{2k}\pi ^{2k+1}}{4^{k+1}(2k)!}}\!\,,}
kjer so {\displaystyle \!\ E_{n}} Eulerjeva števila. Za celo število {\displaystyle k\geq 0\,} velja:
{\displaystyle \beta (-k)={\frac {E_{k}}{2}}\!\,,}
oziroma:
{\displaystyle \beta (-2k)={\frac {E_{2k}}{2}}\!\,,}
Funkcija je tako enaka nič za vse lihe negativne celoštevilske vrednosti argumenta:
{\displaystyle \beta (-2k-1)=0\!\,.}
| s   | približne vrednosti β(s)    | OEIS    |
| --- | --------------------------- | ------- |
| 1/5 | 0,5737108471859466493572665 |         |
| 1/4 | 0,5907230564424947318659591 |         |
| 1/3 | 0,6178550888488520660725389 |         |
| 1/2 | 0,6676914571896091766586909 | A195103 |
| 1   | 0,7853981633974483096156608 | A003881 |
| 2   | 0,9159655941772190150546035 | A006752 |
| 3   | 0,9689461462593693804836348 | A153071 |
| 4   | 0,9889445517411053361084226 | A175572 |
| 5   | 0,9961578280770880640063194 | A175571 |
| 6   | 0,9986852222184381354416008 | A175570 |
| 7   | 0,9995545078905399094963465 | A258814 |
| 8   | 0,9998499902468296563380671 | A258815 |
| 9   | 0,9999496841872200898213589 | A258816 |
| 10  | 0,9999831640261968774055407 |         |

Tanguy Rivoal in Vadim Zudilin sta dokazala, da je vsaj eno od sedmih števil: {\displaystyle \beta (2)\,}, {\displaystyle \beta (4)\,}, {\displaystyle \beta (6)\,}, {\displaystyle \beta (8)\,}, {\displaystyle \beta (10)\,}, {\displaystyle \beta (12)\,} ali {\displaystyle \beta (14)\,} iracionalno.
Guillera in Sondow sta leta 2005 dokazala formulo z dvojnim integralom:
{\displaystyle \int _{0}^{1}\int _{0}^{1}{\frac {[-\ln(xy)]^{s}}{1+x^{2}y^{2}}}\mathrm {d} x\mathrm {d} y=\Gamma (s+2)\beta (s+2)\!\,.}

## Odvajanje
Odvod za vse {\displaystyle \Re (s)>0\,} je dan z:
{\displaystyle {\frac {\mathrm {d} }{\mathrm {d} s}}\beta (s)\equiv \beta ^{\prime }(s)=\sum _{n=1}^{\infty }(-1)^{n-1}{\frac {\ln(2n+1)}{(2n+1)^{s}}}\!\,.}
Nekatere posebne vrednosti odvodov:
{\displaystyle \beta ^{\prime }(-1)={\frac {2G}{\pi }}=0{,}5831218080616\ldots \!\,,}
{\displaystyle \beta ^{\prime }(0)=\ln {\frac {\Gamma ^{2}(1/4)}{2\pi {\sqrt {2}}}}=0{,}3915943927068\ldots \!\,,} (OEIS A113847),
{\displaystyle \beta ^{\prime }(1)={\frac {\pi }{4}}\left(\gamma +2\ln 2+3\ln \pi -4\ln \Gamma ({\tfrac {1}{4}})\right)=0{,}1929013167969\ldots \!\,,}, (OEIS A078127).
Za pozitivna cela števila {\displaystyle n\,} velja še naprej:
{\displaystyle \sum _{k=1}^{\infty }\ln {\frac {(4k+1)^{1/(4k+1)^{n}}}{(4k-1)^{1/(4k-1)^{n}}}}=-\beta ^{\prime }(n)\!\,.}

## Zunanje povezaave
- Weisstein, Eric Wolfgang. »Dirichlet Beta Function«. MathWorld.